# Fiordi dell'Islanda

Principali baie e fiordi dell'Islanda.

Elenco dei principali fiordi dell'Islanda, disposti in senso orario da sud-ovest a est. Lungo la costa meridionale dell'isola non ci sono fiordi importanti; le rientranze sono per lo più di forma arrotondata e formano insenature o baie.

## Fiordi occidentali
- Faxaflói
  - Stakksfjörður
  - Hafnarfjörður
  - Skerjafjörður
  - Kollafjörður
  - Hvalfjörður
  - Borgarfjörður
  - Haffjörður
- Breiðafjörður
  - Parte settentrionale della penisola di Snæfellsnes e contea di Dalasýsla ("Dalir"):
    - Grundarfjörður
    - Kolgrafafjörður
    - Hraunsfjörður
    - Vigrafjörður
    - Álftafjörður (Snæfellsnes)
    - Hvammsfjörður

  - Fiordi nel Barðaströnd:
    - Gilsfjörður
    - Króksfjörður
    - Berufjörður
    - Þorskafjörður
      - Djúpifjörður
      - Gufufjörður

    - Kollafjörður (Breiðafjörður)
    - Kvígindisfjörður
    - Skálmarfjörður
      - Vattarfjörður

    - Kerlingarfjörður
      - Mjóifjörður (Kerlingarfjörður)

    - Kjálkafjörður
    - Vatnsfjörður (Breiðafjörður)

## Vestfirðir
- Patreksfjörður
- Tálknafjörður
- Arnarfjörður
  - Suðurfirðir
    - Geirþjófsfjörður
    - Trostansfjörður
    - Reykjarfjörður (Arnarfjörður)
    - Fossfjörður
    - Bíldudalsvogur

  - Borgarfjörður
  - Dynjandisvogur
- Dýrafjörður
- Önundarfjörður
- Súgandafjörður
- Húnaflói
  - Steingrímsfjörður
  - Bjarnarfjörður
  - Kollafjörður (Strandasýsla)
  - Bitrufjörður
  - Hrútafjörður
  - Miðfjörður
- Ísafjarðardjúp
  - Skutulsfjörður
  - Álftafjörður (Vestfirðir)
  - Seyðisfjörður (Vestfirðir)
  - Hestfjörður
  - Skötufjörður
  - Mjóifjörður (Ísafjarðardjúp)
  - Vatnsfjörður (Ísafjarðardjúp)
  - Reykjarfjörður (Ísafjarðardjúp)
  - Ísafjörður
  - Kaldalón
  - Jökulfirðir
    - Leirufjörður
    - Hrafnsfjörður
    - Lónafjörður
    - Veiðileysufjörður
    - Hesteyrarfjörður
- Furufjörður
- Þaralátursfjörður
- Reykjarfjörður nyrðri
- Bjarnarfjörður
- Eyvindarfjörður
- Ófeigsfjörður
- Ingólfsfjörður
- Norðurfjörður
- Reykjarfjörður á Ströndum
  - Veiðileysa

## Regione nord-ovest
- Bjarnarfjörður
- Steingrímsfjörður
- Kollafjörður (Strandasýsla)
- Bitrufjörður
- Hrútafjörður (fiordo degli arieti)
- Miðfjörður
- Húnafjörður
- Skagafjörður

## Regione nord-orientale (Norðurland eystra e Austurland)
- Eyjafjörður
  - Héðinsfjörður
  - Ólafsfjörður (fiordo)
- Siglufjörður (fiordo)
- Þorgeirsfjörður
- Hvalvatnsfjörður
- Skjálfandi
- Öxarfjörður
- Þistilfjörður
- Lónafjörður
- Bakkaflói
  - Finnafjörður
  - Miðfjörður (Bakkaflói)
  - Bakkafjörður (fiordo)
- Vopnafjörður (fiordo)
  - Nýpsfjörður
- Héraðsflói

## Fiordi orientali
- Borgarfjörður eystri
- Loðmundarfjörður
- Seyðisfjörður (Austurland)
- Mjóifjörður (Austurland)
- Norðfjarðarflói
  - Norðfjörður
  - Hellisfjörður
  - Viðfjörður
- Reyðarfjörður (fiordo)
  - Eskifjörður
- Fáskrúðsfjörður
- Stöðvarfjörður
- Berufjörður (Austurland)
- Hamarsfjörður
- Álftafjörður (Austurland)
- Lónsvík
  - Lón
  - Lónsfjörður
  - Papafjörður
- Skarðsfjörður
- Hornafjörður (fiordo)